# 派珀PA-44
派珀PA-44是由派珀航空制造的轻型雙引擎螺旋槳飛機，该飞机由Piper PA-28单引擎飞机发展而来，主要用于多引擎飞行训练。

## 设计和开发
第一架生产的该型飞机配备了两个180马力（135千瓦）的莱康明O-360-E1A6D系列引擎，而右侧发动机采用反向旋转螺旋桨，这个特性使飞机在发动机需要被关机或出现故障的情况下更加可控。此飞机在1978年3月10日首次取得适航许可，此后在1978年年底推出。
该飞机具有类似于Piper PA-28的高T型尾翼。

## 主要客户

### 民用
该飞机流行于航空包机公司和飞行学校，位于中国四川的中国民用航空飞行学院就拥有该机机队。

### 军事
约旦
- 约旦皇家空军

## 性能和参数

### 一般特性
- 乘员：一名飞行员和三名乘客
- 长度：27英尺7.2英寸（8.41米）
- 翼展：38英尺8英寸（11.77米）
- 机高：6英尺6英寸（2.59 M）
- 机翼面积：184平方英尺（ 17.1平方米）
- 空重： 2360磅（1,070千克）
- 最大起飞重量：3,800磅（ 1723千克）
- 动力装置：×1莱康明O-360-A1H6 ， 1莱康明LO- 360 - A1H6风冷式，直驱水平对置四缸发动机， 180马力（135千瓦）

### 性能
- 巡航速度：155 kt
- 巡航范围：1000英里（1,630千米）
- 实用升限：17100英尺（5,213 M）
- 爬升率：1,200英尺/分钟（366米/分钟）
- 翼载荷：21.1 lb/ft2 （100.8 kg/m2）
- 功率/质量：10.55磅/马力（ 0.16千瓦/千克）
- 单引擎实用升限3800英尺